# Giulio Tononi
Giulio Tononi est un neuroscientifique et psychiatre italien. Il est surtout connu pour sa théorie de l'information intégrée, une théorie mathématique de la conscience qu'il a introduite en 2004,. Il détient la chaire David P. White en médecine du sommeil, ainsi qu'une chaire distinguée en sciences de la conscience, à l'Université du Wisconsin.

## Biographie
Tononi est né à Trente, en Italie. Il est diplômé en psychiatrie et a obtenu un doctorat en neurobiologie à la Sant'Anna School of Advanced Studies de Pise, en Italie.[réf. nécessaire]
C'est un chercheur renommé sur l'étude du sommeil, en particulier sur la génétique et l'étiologie du sommeil,,,,,,. Tononi et ses collaborateurs ont été les pionniers de plusieurs approches complémentaires pour étudier le sommeil : 
- génomique
- protéomique
- modèles de mouches des fruits
- Modèles de rongeurs dans lesquels on effectue des enregistrements de potentiels de champ locaux (mesures de l'activité électrique de groupes de neurones) et de multiunités (mesures de l'activité de plusieurs neurones individuels simultanément) durant les phases de comportement actif des animaux
- voltamétrie et microscopie in vivo
- enregistrements EEG haute densité et stimulation magnétique transcrânienne (TMS) chez l'homme
- modèles informatiques à grande échelle du sommeil et de l'éveil

Ces recherches ont abouti à une hypothèse globale sur la fonction du sommeil (proposée avec la chercheuse sur le sommeil Chiara Cirelli), l'hypothèse de l'homéostasie synaptique. Selon cette hypothèse, l'éveil entraîne une augmentation nette de force synaptique, et le sommeil est nécessaire pour rétablir l'homéostasie synaptique. L'hypothèse a des implications pour comprendre les effets de la privation de sommeil et pour développer de nouvelles approches diagnostiques et thérapeutiques des troubles du sommeil et des troubles neuropsychiatriques.
Tononi est notoire dans l'étude de la conscience, et a coécrit un livre sur le sujet avec le lauréat du prix Nobel Gerald Edelman,.
Tononi a également développé la théorie de l'information intégrée : une théorie de ce qu'est la conscience, comment elle peut être mesurée, comment elle est corrélée avec les états cérébraux, pourquoi elle s'estompe lorsque nous tombons dans un sommeil sans rêve et revient lorsque nous rêvons. La théorie est testée avec la neuroimagerie, la stimulation magnétique transcrânienne (TMS) et des modèles informatiques. Elle a été décrite par son collaborateur Christof Koch comme la seule théorie fondamentale de la conscience vraiment prometteuse.

## Travaux
- M. Massimini et Tononi, G., Sizing up Consciousness: Towards an Objective Measure of the Capacity for Experience, Oxford University Press, 2018 (ISBN 978-0-19-872844-3, lire en ligne)
- G. Tononi, PHI: A Voyage from the Brain to the Soul, Pantheon Books, 2012 (lire en ligne)
- S. Laureys et Tononi, G., The Neurology of Consciousness: Cognitive Neuroscience and Neuropathology, Academic Press, 2009
- G. Tononi, Galileo e il fotodiodo, Laterza (Bari), 2003
- G.M. Edelman et Tononi, G., A Universe of Consciousness: How Matter Becomes Imagination, Basic Books, 2000
- O. Sporns et Tononi, G., Selectionism and the Brain, Academic Press, 1994